# Iparla
Iparla – szczyt w Pirenejach. Leży na granicy między Francją (departament Pireneje Atlantyckie) a Hiszpanią (prowincja Nawarra). Należy do Pirenejów Zachodnich.